# Dicranota subflammatra
Dicranota (Paradicranota) subflammatra là một loài ruồi trong họ Pediciidae. Chúng phân bố ở vùng sinh thái Palearctic.